# サタデーナイトチャイルドマシーン
『サタデーナイトチャイルドマシーン』は、日本テレビで2013年4月13日から6月29日まで土曜日25:20 - 25:50に放送されたバラエティ番組。

## 概要
2013年2月11日から2月13日まで同局で3夜連続放送されたAKB48メンバー出演のドラマ『So long !』について、『AKBINGO!』内で行ったチーム対抗「ドラマ総選挙」の視聴者投票の結果、最も良かった作品に選ばれたAKB48チームBへの「ご褒美」として贈られた番組である。
コンセプトは「大人の子供番組」、「深夜の子供番組」。
1970年代に放送された同局の子ども向け教育バラエティー『カリキュラマシーン』をインスパイアしており、子供番組をモチーフにしたブラックユーモアたっぷりの多彩なコントを放送する。

## コーナー
ぱるぱるさんのつくってあそぼ
島崎遥香が演じる「ぱるぱる」とクマの子供「ぐずぐず」が誰でも作れるようで作れないような工作物をぱるぱるの我流アレンジも交えながら即興で作っていくコーナー。元ネタはNHK教育テレビジョン「つくってあそぼ」。
おはなし…してあげる
柏木由紀が演じる何でも知ってるインテリ女子で大人の色気たっぷりな「由紀お姉さん」が有名な童話などに大胆でブラックユーモアたっぷりなアレンジを加えた作品を1人でセクシーに読み上げる朗読コーナー。
な? ふしぎやろ?
渡辺美優紀に不思議な科学的現象を教えてもらうコーナー。渡辺の自宅を訪問する男子の目線で放送する。
まちがいさがそっ
日常のシーンの中から間違いを探すコーナー。
体で覚える現代用語
全身黒タイツを着たメンバーが現代用語を身体で表現するコーナー。
みんなの歌コーナー
メンバーが子供向けの歌とダンスを披露するコーナー。

## 出演者
- AKB48チームB
  - 小嶋陽菜 - メグたん（番組の案内役）、「まちがいさがそっ!」ナレーション
  - 柏木由紀 - 由紀お姉さん（「おはなし…してあげる」）、みんなの歌コーナー
  - 島崎遥香 - ぱるぱるさん（「ぱるぱるさんのつくってあそぼ」）
  - 渡辺美優紀 - みるきー（「な? ふしぎやろ?」）、みんなの歌コーナー
  - 梅田彩佳 - かとちん議長（「まちがいさがそっ!」）
  - 大場美奈 - まっちぃ（「まちがいさがそっ!」）、体で覚える現代用語
  - 加藤玲奈 - やすみん（「まちがいさがそっ!」）、体で覚える現代用語
  - 大家志津香 - ファミレスで働く歌舞伎役者ウェイトレス（「まちがいさがそっ!」）、みんなの歌コーナー、体で覚える現代用語
  - 竹内美宥 - ファミレスで働く言う事を聞かないドSなウェイトレス（「まちがいさがそっ!」）、みんなの歌コーナー、体で覚える現代用語
  - 片山陽加 - ファミレスで働くパフォーマーウェイトレス（「まちがいさがそっ!」）、みんなの歌コーナー
  - 小森美果 - ファミレスで働くスギちゃんウェイトレス（「まちがいさがそっ!」）、みんなの歌コーナー、体で覚える現代用語
  - 田名部生来 - ファミレスで働く樽美酒研二ウェイトレス（「まちがいさがそっ!」）
  - 藤江れいな - ファミレスで働くスワヒリ語で話すウェイトレス（「まちがいさがそっ!」）、みんなの歌コーナー
  - 野中美郷 - ファミレスで働くへんなぼうを持つウェイトレス（「まちがいさがそっ!」）、みんなの歌コーナー
  - 石田安奈 - ファミレスで働く赤ちゃんを抱えるウェイトレス（「まちがいさがそっ!」）、みんなの歌コーナー
  - 市川美織 - 体で覚える現代用語、みんなの歌コーナー
  - 中村麻里子 - 体で覚える現代用語、みんなの歌コーナー
  - 名取稚菜 - 体で覚える現代用語、みんなの歌コーナー
  - 岩佐美咲、小嶋菜月、山内鈴蘭、石田晴香 - みんなの歌コーナー
- 大水洋介（ラバーガール） - あご田さん（番組の案内役・声の出演）、ぐずぐず（「ぱるぱるさんのつくってあそぼ」・着ぐるみに入っての出演[4][注釈 1]）
- 村岡希美 - 成功例を説明するナレーション（「ぱるぱるさんのつくってあそぼ」）

## スタッフ
- 監督・脚本：福田雄一
- 脚本協力：酒井健作・大平尚志・向田邦彦
- 助監督：久保田博紀・星秀樹・舟木萌
- 作曲：瀬川英史
- プロデューサー：毛利忍・齋藤匠・渡邉崇土
- チーフプロデューサー：福田博之（2013年6月1日 - ）
- 人形操作：人形劇団プーク
- 衣装・デザイン：神波憲人
- 宣伝：鎌田淳平
- デスク：富重裕子
- TK：山沢啓子
- 「サタデーナイトチャイルドマシーン」製作委員会：小林将高・篠田大暢・茶ノ前香・月成大地・吉尾宗太
- 編成企画：植野浩之
- 編成：伊藤加寿子
- 企画プロデュース：秋元康
- 企画協力：窪田康志（AKS）・佐野裕一（田辺音楽出版）
- 制作協力：acro
- 企画制作：日本テレビ
- 製作著作：サタデーナイトチャイルドマシーン製作委員会（D.N.ドリームパートナーズ、vap）

### 過去のスタッフ
- チーフプロデューサー：面高直子（2013年4月13日 - 5月25日）